# Gimigliano
Gimigliano ist eine italienische Stadt und Gemeinde in der Provinz Catanzaro in Kalabrien mit 2956 Einwohnern (Stand 31. Dezember 2023).

## Lage und Daten
Gimigliano liegt 20 km nordwestlich von Catanzaro im Tal des Flusses Corace. Die Nachbargemeinden sind Carlopoli, Catanzaro, Cicala, Decollatura, Fossato Serralta, Pentone, San Pietro Apostolo, Sorbo San Basile, Soveria Mannelli und Tiriolo. Gimigliano hat einen Bahnhof an der Bahnstrecke Cosenza–Catanzaro.
Der Ort entstand im 9. Jahrhundert. Küstenbewohner auf der Flucht vor den Sarazenen legten zu dieser Zeit neue Siedlungen in dem Gebirge an.

## Sehenswürdigkeiten
Die Wallfahrtskirche wurde 1947 errichtet. Sie liegt etwa 4 km vom Ortskern entfernt. Die Vorgängerkirche wurde 1753 erbaut. Jedes Jahr zu Pfingsten finden sich Pilger an der Kirche ein. Ziel ist das Madonnenbild Madonna die Costantinopoli, welches im 17. Jahrhundert der Legende nach von einem Engel vollendet worden sein soll.